# Classificazione ICD
La classificazione ICD (dall'inglese International Classification of Diseases; in particolare, International Statistical Classification of Diseases, Injuries and Causes of Death) è la classificazione internazionale delle malattie e dei problemi correlati, stilata dall'Organizzazione mondiale della sanità (OMS-WHO).
L'ICD è uno standard di classificazione per gli studi statistici ed epidemiologici, nonché valido strumento di gestione di salute e igiene pubblica.
La prima stesura di una classificazione internazionale delle malattie fu una lista di cause di morte, chiamata Classification Bertillon, adottata dall'Istituto Statistico Internazionale nel 1893. Col 1948 nell'ICD vennero incluse anche le cause di morbosità. Nel 2019 a Ginevra è stata approvata l'undicesima edizione (ICD-11), entrata in vigore il 1º gennaio 2022 e consultabile on-line in inglese.

## Storia

### ICD-10
La ICD-10 è stata la decima revisione della classificazione ICD, ossia la classificazione internazionale delle malattie e dei problemi correlati, proposta dall'OMS. Sono classificate oltre 2 000 malattie. La traduzione ufficiale in lingua italiana, effettuata a cura dell'ISTAT e dell'Ufficio di Statistica del Ministero della Salute, è stata pubblicata dall'Organizzazione mondiale della sanità a Ginevra nel 2000 e a Roma nel 2001.
Le differenze rispetto alla revisione precedente, denominata ICD-9, sono l'aumento dei settori portati da 17 a 19, e l'utilizzo di un codice alfanumerico in sostituzione del precedente codice numerico. Non vi è una corrispondenza tra settori e lettere dell'alfabeto, poiché alcuni capitoli ne utilizzano più di una.
| Capitoli | Sezioni | Titolo                                                                      |
| -------- | ------- | --------------------------------------------------------------------------- |
| I        | A00-B99 | Malattie infettive e parassitarie                                           |
| II       | C00-D48 | Neoplasie                                                                   |
| III      | D50-D89 | Malattie del sangue e del sistema immunitario                               |
| IV       | E00-E90 | Malattie endocrine, nutrizionali e metaboliche                              |
| V        | F00-F99 | Patologie mentali e del comportamento                                       |
| VI       | G00-G99 | Neuropatie                                                                  |
| VII      | H00-H59 | Oftalmopatie                                                                |
| VIII     | H60-H95 | Patologie dell'orecchio                                                     |
| IX       | I00-I99 | Disturbi del sistema circolatorio                                           |
| X        | J00-J99 | Disturbi del sistema respiratorio                                           |
| XI       | K00-K93 | Malattie gastroenterologiche                                                |
| XII      | L00-L99 | Dermatopatie                                                                |
| XIII     | M00-M99 | Patologie muscoloscheletriche e connettivali                                |
| XIV      | N00-N99 | Disturbi genitourinari                                                      |
| XV       | O00-O99 | Gravidanza, parto e puerperio                                               |
| XVI      | P00-P96 | Disturbi congeniti                                                          |
| XVII     | Q00-Q99 | Malformazioni e anormalità cromosomiche                                     |
| XVIII    | R00-R99 | Segni, sintomi e dati di laboratorio patologici non altrimenti classificati |
| XIX      | S00-T98 | Traumatologi, tossicologia e altre cause esterne di malattia                |
| XX       | V01-Y98 | Altre cause esterne di morbilità e mortalità                                |
| XXI      | Z00-Z99 | Fattori che possono influenzare lo stato di benessere                       |
| XXII     | U00-U99 | Codici speciali                                                             |

### Capitoli
Capitolo I
Il Capitolo I divide in due gruppi le malattie infettive e parassitarie.
Del primo gruppo fanno parte le malattie infettive intestinali (A00-A09), la tubercolosi (A15-A19), le malattie batteriche trasmesse da animali (A20-A28), infezioni a trasmissione sessuale (A50-A64), malattie da spirochete (A65-A69) e da Chlamydia (A70-A74), rickettsiosi (A75-A79), infezioni al sistema nervoso centrale (A80-A89) e febbri virali da artropodi ed emorragiche (A90-A99).
Nel secondo gruppo figurano infezioni che interessano la cute (B00-B09), l'epatite virale (B15-B19), l'infezione da HIV (B20-B24), malattie virali come la mononucleosi infettiva (B25-B34), micosi (B35-B49), malattie protozoarie (B50-B64), elmintiasi (B65-B83), infestazioni come la scabbia (B85-B89), batteri e virus (B95-B97).
Capitolo II
Il Capitolo II tratta di tumori che sono divisi in maligni (C00-C97), benigni (D10-D36) e in situ (D00-D09).
I tumori maligni sono ulteriormente suddivisi per zona d'interesse. La categoria include il mesotelioma (C45), il sarcoma di Kaposi (C46) e il linfoma di Hodgkin (C81).
Capitolo III
Il Capitolo III include malattie del sangue e alcuni disturbi legati al sistema immunitario. Le anemie sono distinte in nutrizionali (D50-D53) ed emolitiche (D55-D59).
La categoria include l'agranulocitosi (D70), la sarcoidosi (D86) e altre immunodeficienze.
Capitolo IV
Il Capitolo IV comprende i disturbi della tiroide (E00-E07), il diabete mellito (E10-E14) e disturbi di varie ghiandole endocrine. Nella categoria figurano anche malnutrizione (E40-E46), obesità (E65-E68), disturbi metabolici (E70-E90) e deficit nutrizionali (E50-E64).
Capitolo V
Il Capitolo V include disturbi psichici e comportamentali di natura organica (F00-F09), dovuti all'uso di sostanze psicoattive (F10-F19), affettivi (F30-F39), nevrotici (F40-F48), legati a disfunzioni fisiologiche (F50-F59), disturbi della personalità (F60-F69), dello sviluppo psicologico (F80-F89) e comportamentali (F90-F98).
Sono elencate tra le malattie la schizofrenia (F20) e vari ritardi mentali (F70-F79). La sezione dello sviluppo psicologico comprende i disturbi dell'apprendimento: F81.1-F81.9
Capitolo VI
Il Capitolo VI elenca le malattie del sistema nervoso e comprende malattie infiammatorie del sistema nervoso centrale (G00-G09), disturbi episodici e parossistici (G40-G47), disturbi dei nervi, delle radici e dei plessi nervosi (G50-G59), polineuropatie (G60-G64) e paralisi cerebrale (G80-G83).
Nella categoria figurano la malattia di Huntington (G10), la malattia di Parkinson (G20), la malattia di Alzheimer (G30), la sclerosi multipla (G35), l'epilessia (G40), l'emicrania (G43), l'emiplegia (G81) e l'idrocefalo (G91).
Capitolo VII
Il Capitolo VII tratta delle malattie dell'occhio. Comprende disturbi delle palpebre, dell'apparato lacrimale e dell'orbita oculare (H00-H06), della congiuntiva (H10-H13), della sclera, della cornea, dell'iride e del corpo ciliare (H15-H22), del cristallino (H25-H28), della coroide e della retina (H30-H36), del corpo vitreo (H43-H45) e del nervo ottico (H46-H48).
Tra le malattie sono elencate orzaiolo (H00.0), calazio (H00.1), congiuntivite (H10), cheratite (H16), glaucoma (H40-H42), strabismo (H49 - H50), cecità e ipovisione (H54).
Capitolo VIII
Il Capitolo VIII tratta delle malattie dell'orecchio e del processo mastoideo. I disturbi elencati coinvolgono l'orecchio esterno (H60-H62), l'orecchio medio (H65-H75) e l'orecchio interno (H80-H83).
La sezione comprende diversi tipi di otite, la mastoidite (H70), il colesteatoma (H71), l'otosclerosi (H80) e l'otalgia (H92).
Capitolo IX
Il Capitolo IX comprende le malattie dell'apparato circolatorio. Tra i vari tipi di cardiopatie figurano le cardiopatie reumatiche (I05-I09) e le cardiopatie ischemiche (I20-I25). Include anche malattie che coinvolgono arterie, arteriole, capillari, vene e vasi linfatici.
Sono elencati in questa sezione l'angina pectoris (I20), l'embolia polmonare (I26), la pericardite (I30-I32), l'arresto cardiaco (I46), l'emorroidi (I84) e l'ipotensione (I95).
Capitolo X
Il Capitolo X tratta delle malattie dell'apparato respiratorio. Comprende infezioni e disturbi delle vie respiratorie, influenza, polmonite oltre che malattie della pleura.
Sono elencate la rinofaringite, la sinusite (J01, J32), la faringite (J02, J31.2), la tonsillite (J03, J35.0), la laringite acuta (J04.0), la laringite cronica (J37.0), la bronchite, la rinite, l'enfisema (J43), l'asma (J45), la pneumoconiosi (J60-J65) e l'edema polmonare (J81).
Capitolo XI
Il Capitolo XI comprende le malattie del sistema digerente. I disturbi elencati coinvolgono la bocca, le ghiandole salivari, l'esofago, lo stomaco, il fegato, il pancreas, l'intestino, il duodeno, l'appendice e il peritoneo.
Nella categoria figurano la carie dentaria (K02), la gengivite (K05.0-K05.1), l'esofagite (K20), la gastrite (K29.0), l'appendicite (K35-K37), l'ernia (K40-K46), la malattia di Crohn (K50), la peritonite (K65) e la colecistite (K81).
Capitolo XII
Il Capitolo XII tratta dei disturbi che coinvolgono la pelle. Comprende infezioni della cute (L00-L08), dermatite ed eczema (L20-L30), orticaria ed eritema (L50-L54).
Nella sezione sono elencate l'impetigine (L01), la cellulite (L03), il pemfigo (L10), il prurito (L29), la psoriasi (L40), l'orticaria (L50), l'ustione solare (L55), l'alopecia (L65.9), l'acne (L70.0), la vitiligine (L80) e i calli (L84).
Capitolo XIII
Il Capitolo XIII elenca le malattie delle ossa, dei muscoli e dei tessuti connettivi che sono suddivise in artropatie (M00-M25), dorsopatie (M40-M54), osteopatie e condropatie (M80-M94), disturbi del tessuto connettivo (M30-M36) e dei tessuti molli (M60-M79).
Nella sezione figurano l'artrite (M00-M25), la gotta (M10), la cifosi e la lordosi (M40), la scoliosi (M41), la miosite (M60), la tenosinovite (M65) e l'osteoporosi (M80-M82).
Capitolo XIV
Il Capitolo XIV elenca le malattie dell'apparato uro-genitale. Comprende calcoli urinari (N20-N23), malattie dell'apparato genitale maschile (N40-N51), delle mammelle (N60-N64) e disturbi che colpiscono i reni e gli ureteri (N25-N29)
Vi sono elencate sindromi nefritiche, nefriti, insufficienza renale acuta (N17), insufficienza renale cronica (N18) e cistiti (N30).
Capitolo XV
Il Capitolo XV è relativo a gravidanza, parto e puerperio. Vi sono elencati vari tipi di aborto (O00-O08), disturbi materni (O20-O29), complicanze del travaglio e del parto (O60-O75) e vari tipi di parto (O80-O84). Comprende l'eclampsia (O15), il polidramnios (O40) e la placenta previa (O44).
Capitolo XVI
Il Capitolo XVI tratta delle malattie del periodo perinatale. Comprende disturbi legati a complicanze della gravidanza, del travaglio e del parto (P00-P04), traumi da parto (P10-P15), infezioni (P35-P39), disturbi respiratori e cardiovascolari (P20-P29), emorragici ed ematologici (P50-P61), endocrini e metabolici (P70-P74).
Capitolo XVII
Il Capitolo XVII comprende malformazioni e deformazioni congenite e anomalie cromosomiche. Sono divise per area d'interesse: sistema nervoso (Q00-Q07), occhio, orecchio, viso e collo (Q10-Q18), apparato circolatorio (Q20-Q28), apparato respiratorio (Q30-Q34), sistema digerente (Q38-Q45), apparato genitale (Q50-Q56) ed apparato urinario (Q60-Q64).
Vi sono elencate la microcefalia (Q02), la spina bifida (Q05), l'ipospadia (Q54), la polidattilia (Q69), la sindattilia (Q70), l'ittiosi (Q80), l'epidermolisi bollosa (Q81), la sindrome di Down (Q90), la sindrome di Edwards (Q91.0-Q91.3), la sindrome di Patau (Q91.4-Q91.7) e la sindrome di Turner (Q96).
Capitolo XVIII
Il Capitolo XVIII comprende i sintomi non elencati nelle altre categorie, divisi per area d'interesse: apparato circolatorio e respiratorio (R00-R09), sistema digerente (R10-R19), pelle e ipoderma (R20-R23), sistema nervoso (R25-R29) e apparato urinario (R30-R39). Sono inoltre inclusi i risultati anormali di alcuni esami, quali gli esami del sangue (R70-R79) e delle urine (R80-R82).
Nella sezione figurano tosse (R05), nausea e vomito (R11), pirosi (R12), disfagia (R13), ascite (R18), rash (R21), poliuria (R35), sonnolenza (R40.0), stupor (R40.1), coma (R40.2), vertigine (R42), cefalea (R51), senilità (R54), sincope (R55) e cachessia (R64).
Capitolo XIX
Il Capitolo XIX comprende traumatismi e avvelenamenti. I traumatismi sono divisi per zona d'interesse: della testa (S00-S09), del collo (S10-S19), del torace (S20-S29), della spalla e del braccio (S40-S49), del gomito e dell'avambraccio (S50-S59), del polso e della mano (S60-S69), dell'anca e della coscia (S70-S79), del ginocchio e della gamba (S80-S89), della caviglia e del piede (S90-S99).
Nella sezione sono incluse le ustioni (T20-T32), il congelamento (T33-T35), l'ipotermia (T68) e l'asfissia (T71).
Capitolo XX
Il Capitolo XX comprende le cause esterne di morbosità e mortalità. Include accidenti da trasporto (V01-V99), cadute (W00-W19), annegamento (W65-W74), contatto con animali e piante velenose (X20-X29), autolesione intenzionale (X60-X84) e aggressione (X85-Y09).
Capitolo XXI
Il Capitolo XXI include fattori influenzanti lo stato di salute e il ricorso a servizi medici. Sono elencate visite mediche, necessità di vaccinazione, misure contraccettive, donazione di organi, convalescenza e anamnesi.
Capitolo XXII
Il Capitolo XXII è utilizzato per malattie con codici speciali, spesso assegnati temporaneamente. Tra gli esempi figurano la SARS (U04) e la COVID-19 (U07.1 e U07.2).